# 布氏花斑長旋螺
布氏花斑長旋螺（學名：Marmorofusus brenchleyi）是細帶螺科纺锤螺亚科花斑長旋螺屬之下的一種腹足綱軟體動物。
本物種原來被以為是花斑长旋螺的同種異名，現時被認為是兩個不同的物種。

## 形態描述
螺殼呈长纺锤形，两端尖细。
殼的尺小從75 mm到180 mm不等。
螺层约10层，缝合线明显。
壳面布有较强的螺肋，并且有细的间肋。
在每一螺层的肩部有强或弱的角状结节突起。
壳表灰白色，其上有纵走呈波状的紫褐色花纹。
壳口卵圆形，内面白色。
轴唇具褶叠。前沟长。

## 分佈
本物種主要分佈於孟加拉灣，但在中、西太平洋也於印度尼西亚、台湾、日本、新畿內亞、澳大利亞的新南威爾士州及夏威夷，常栖息在浅海。